# Gisbert Große-Brauckmann
Gisbert Große-Brauckmann (* 12. Mai 1926 in Göttingen; † 25. April 2001 in Darmstadt) war ein deutscher Biologe und Hochschulprofessor. 
Der Sohn des Altphilologen Emil Große-Brauckmann und der Margarete geb. Renner studierte Biologie an der Universität Göttingen. 1952 wurde er bei Franz Firbas promoviert. Thema seiner Dissertation war: „Untersuchungen über die Ökologie, besonders den Wasserhaushalt von Ruderalgesellschaften“. Nach kurzer Zeit als wissenschaftlicher Assistent von Firbas erhielt er eine Stelle als Kustos an der staatlichen Moor-Versuchsstation in Bremen, wo er vor allem Moorprofile untersuchte und darüber mehrere Publikationen veröffentlichte. 
1967 erhielt er bei Hubert Ziegler an der Universität Darmstadt, wo er sich auch habilitierte, eine Stelle als Kustos. 1971 wurde er zum Universitätsprofessor berufen. Diese Stelle hatte er bis zu seiner Emeritierung 1991.
In dieser Zeit hat er die Arbeitsgruppe Geobotanik geleitet. Hauptforschungsgebiete waren die Paläoökologie sowie die Erforschung der wissenschaftlichen Grundlagen des Naturschutzes. Große-Brauckmann war ein weltweit anerkannter Spezialist im Bereich der Moorforschung, insbesondere bei Fragen der Rekonstruktion früherer Lebensräume mit Hilfe pflanzlicher Großreste. 
Seit 1953 war er mit Helga Große-Brauckmann, einer bedeutenden Mykologin verheiratet.

## Schriften
- Untersuchungen über die Ökologie, besonders den Wasserhaushalt von Ruderalgesellschaften. Göttingen 1951 (Dissertation).
- Vom Hochmoor und seiner Pflanzenwelt. Hamburg 1965.
- Das rote Moor. Wiesbaden 1986.
- Renaturierungsprojekte und Regenerationsprozesse an Mooren in Mittelgebirgslandschaften. Hannover 1989.